# (8650) 1989 TJ2
A (8650) 1989 TJ2 a Naprendszer kisbolygóövében található aszteroida. Antonín Mrkos fedezte fel 1989. október 5-én.